# OR2AP1
OR2AP1 (англ. Olfactory receptor family 2 subfamily AP member 1) – білок, який кодується однойменним геном, розташованим у людей на короткому плечі 12-ї хромосоми. Довжина поліпептидного ланцюга білка становить 309 амінокислот, а молекулярна маса — 34 902.
| 10         |  | 20         |  | 30         |  | 40         |  | 50         |
| ---------- |  | ---------- |  | ---------- |  | ---------- |  | ---------- |
| MKNKTVLTEF |  | ILLGLTDVPE |  | LQVAVFTFLF |  | LAYLLSILGN |  | LTILILTLLD |
| SHLQTPMYFF |  | LRNFSFLEIS |  | FTNIFIPRVL |  | ISITTGNKSI |  | SFAGCFTQYF |
| FAMFLGATEF |  | YLLAAMSYDR |  | YVAICKPLHY |  | TTIMSSRICI |  | QLIFCSWLGG |
| LMAIIPTITL |  | MSQQDFCASN |  | RLNHYFCDYE |  | PLLELSCSDT |  | SLIEKVVFLV |
| ASVTLVVTLV |  | LVILSYAFII |  | KTILKLPSAQ |  | QRTKAFSTCS |  | SHMIVISLSY |
| GSCMFMYINP |  | SAKEGDTFNK |  | GVALLITSVA |  | PLLNPFIYTL |  | RNQQVKQPFK |
| DMVKKLLNL  |  |            |  |            |  |            |  |            |

A: Аланін

C: Цистеїн

D: Аспарагінова кислота

E: Глутамінова кислота

F: Фенілаланін

G: Гліцин

H: Гістидин

I: Ізолейцин

K: Лізин

L: Лейцин

M: Метіонін

N: Аспарагін

P: Пролін

Q: Глутамін

R: Аргінін

S: Серин

T: Треонін

V: Валін

W: Триптофан

Кодований геном білок за функціями належить до рецепторів, g-білокспряжених рецепторів, білків внутрішньоклітинного сигналінгу. 
Локалізований у клітинній мембрані.